# Onthophagus favrei
Onthophagus favrei är en skalbaggsart som beskrevs av Antoine Boucomont 1914. Onthophagus favrei ingår i släktet Onthophagus och familjen bladhorningar. Inga underarter finns listade i Catalogue of Life.